# ديل ديهافن مايرز
ديل ديهافن مايرز (8 يناير 1922 - 19 مايو 2015) هو مهندس طيران أمريكي ونائب لوكالة ناسا من تاريخ 6 أكتوبر 1986 حتى 13 مايو 1989، ولد في كانساس سيتي وتخرج بدرجة البكالوريوس في هندسة الطيران والفضاء الجوي من جامعة واشنطن في سياتل عام 1943.